# سرخو کج‌پولک
سُرخو کَج‌پولَک نوعی ماهی از خانواده سرخوماهیان است.

## مشخصات
حداکثر اندازه بدن این ماهی به ۸۰ سانتیمتر می‌رسد. بدن آن مرتفع و فشرده، دهان کوچک و مایل می‌باشد، روی خط جانبی دارای ۶۵ تا ۶۸ فلس است. چشم دارای یک پلک چربی، ردیف‌های فلس در بالا و پائین خط جانبی به‌طور مایل و به سمت نیمرخ پشتی قرار دارند، باله پشتی دارای ۱۱ شعاع سخت و ۱۴ شعاع نرم، باله مخرجی دارای ۳ شعاع سخت و ۱۰ شعاع نرم و باله سینه‌ای دارای ۱۸ شعاع نرم می‌باشد. رنگ بدن صورتی یا قرمز، باله‌های شکمی و مخرجی زرد تا صورتی و باله پشتی با حاشیه تیره‌است. 
وسایل صید برای این ماهی، ترال کف، گرگور و قلاب دستی است.

## زیست‌شناسی
در آب‌های ساحلی روی بسترهای سخت صخره‌ای، سنگی و مرجانی و صخره‌ای مرجانی تا عمق ۸۰ متری زیست نموده و از سخت‌پوستان و بی‌مهرگان کفزی تغذیه می‌نماید ماهی‌های جوان به صورت گله‌های بزرگ در مناطق ساحلی دیده می‌شوند. 